# Aïda Yazbeck
Schwester Aïda Yazbeck (arabisch عيدا يزبك eidan yuzibuk) ist eine katholische Nonne im Tschad. Sie ist Direktorin des Al-Mouna Cultural Center in der Hauptstadt N’Djamena. Ihr Arbeitsschwerpunkt liegt auf der Aufklärung internationaler und einheimischer Gruppen sowie Nichtregierungsorganisationen über Konflikte zwischen verschiedenen Gruppierungen im Tschad. Durch Schulungen in Konfliktlösung möchte Yazbecks Organisation den Respekt zwischen kulturell unterschiedlichen Gruppen fördern und Frieden in allen Lebensbereichen fördern.

## Leben
Yazbeck lebte ursprünglich im Libanongebirge, Jdeidet, Distrikt Metn, in der Nähe von Beirut. Bevor sie in den Tschad übersiedelte, war Yazbeck 22 Jahre lang in der Universitätsausbildung tätig und engagierte sich bei Caritas Libanon (كاريتاس لبنان‎, Caritas Liban), wo sie sich um palästinensische Migranten kümmerte, die im Zuge der Kriege ihre Heimat verlassen mussten.

## Aktivismus
Yazbeck arbeitete 20 Jahre lang für Caritas Libanon und für palästinensischen Migranten. Sie gibt sich selbst als stolze Migrantin und unterstützt die Akzeptanz und Integration von Migranten. Sie beschreibt das Al-Mouna-Zentrum, eine Einrichtung des Erzbistum N’Djaména, als einen Ort, der alle ohne Ausnahme akzeptiert.
Schwester Yazbeck und ihre Stiftung haben mit Gruppen außerhalb des Tschad zusammengearbeitet, um Konfliktlösung zu fördern. Dazu gehören die Schweizer Botschaft im Tschad und das Cordoba Peace Institute (CPI) in Genf, die halfen, das Personal des Kulturzentrums darin zu schulen, die religiösen, ökologischen und ethnischen Konflikte im Tschad zu verstehen und ihnen beizubringen, wie sie durch die Förderung gegenseitigen Respekts zwischen Gruppen und Institutionen friedlich gelöst werden können.

### COVID-19-Pandemie
Ab April 2020 konzentrierte Yazbeck ihre Bemühungen auf die Bekämpfung der COVID-19-Pandemie. Gemeinsam mit rund 100 Freiwilligen des Kulturzentrums half Yazbeck dabei, Handdesinfektionsmittel, Getränke und Gesichtsmasken an Bedürftige in der Hauptstadt zu verteilen. Darüber hinaus half Yazbeck bei der Organisation einer virtuellen Aufklärungskampagne über Möglichkeiten zur Eindämmung der Auswirkungen der Pandemie, indem sie den Teilnehmern beispielsweise Handwaschtechniken und den vernünftigen Umgang mit Wasser beibrachte. Das Al-Mouna-Zentrum arbeitete auch daran, die Gemeinde in praktischen Dingen zu schulen, etwa in der Herstellung von Wasserhähnen aus Plastikflaschen, da nicht alle über fließendes Wasser verfügen.
Yazbeck stellt einen Mangel an staatlicher Unterstützung im Gegensatz zu der Arbeit fest, die das Zentrum leistet, und plädiert für einen Wandel der Freiwilligenmentalität im Tschad, da sie einen Mangel an Freiwilligenkultur erfährt.